# 安赫尔·拉菲塔
安赫尔·拉菲塔·卡斯蒂略，西班牙足球运动员，目前效力于萨拉戈萨。通常是担任右前卫/右边锋位置，但也能客串中路和左路。

## 俱乐部生涯
作为萨拉戈萨的青训产品，拉菲塔在阿拉贡家乡球队开始了自己的职业生涯。但在萨拉戈萨，拉菲塔并没有获得足够的上场机会。
2007年起，拉菲塔租借来到拉科鲁尼亚，合同中包含买断条款。在拉科鲁尼亚的一个赛季里，拉菲塔表现突飞猛进，最终使得拉科鲁尼亚执行买断条款，以200万欧元的价格正式买下拉菲塔。
2008-2009赛季，拉菲塔表现更进一步。尽管在季前热身时遭遇伤病困扰，但及时恢复的他还是在32场联赛射入8球，成为球队头号得分手。
2009-2010赛季，在已经代表拉科鲁尼亚出战一场联赛的情况下，萨拉戈萨用并不道德的手段，强行以350万欧元身价回购了拉菲塔。围绕这次交易的合法性，双方互不相让，最终走上司法途径，西甲联赛委员会判定拉菲塔属于萨拉戈萨。

## 个人生活
拉菲塔的家族可谓是一个足球世家：他的叔叔是前皇家马德里、萨拉戈萨，拉科鲁尼亚的球员弗朗西斯科·比利亚罗亚；他的父亲胡安曾经效力安多拉俱乐部，他的弟弟伊格纳西奥·拉菲塔则为西乙球队韦斯卡体育协会效力。